# Impasse Gomboust
Impasse Gomboust är en återvändsgata i Quartier de la Place-Vendôme i Paris 1:a arrondissement. Impasse Gomboust, som börjar vid Place du Marché-Saint-Honoré 31, är uppkallad efter den franske ingenjören och kartografen Jacques Gomboust (1616–1668), som år 1662 publicerade en karta över Paris.

## Omgivningar
- Notre-Dame-de-l'Assomption
- Saint-Roch
- Rue Gomboust

## Bilder
| - Notre-Dame-de-l'Assomption. - Saint-Roch. - Rue Gomboust. |

## Kommunikationer
- Tunnelbana – linjerna   – Pyramides
- Busshållplats Pyramides – Paris bussnät, linje 68

### Webbkällor
- ”Impasse Gomboust”. Mairie de Paris. http://www.v2asp.paris.fr/commun/v2asp/v2/nomenclature_voies/Voieactu/4182.nom.htm. Läst 8 mars 2021.
- ”Impasse Gomboust”. Les rues de Paris. https://www.parisrues.com/rues01/paris-01-impasse-gomboust.html. Läst 8 mars 2021.